# Elewacja

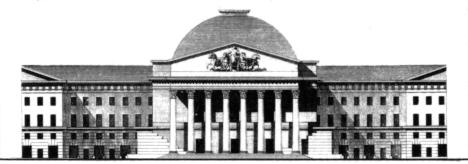
Elewacja teatru w Marsylii

Elewacja – zewnętrzna powierzchnia ściany budynku ze wszystkimi znajdującymi się na niej elementami, lico budynku. 
Elewacje, w zależności od położenia określa się:
- zgodnie z położeniem np. względem ulicy: frontowa, tylna, boczna, ogrodowa (dla budynków z przylegającym ogrodem),
- zgodnie ze stronami świata – np. północna, wschodnia.

Przednia elewacja budynku, położona od strony ulicy i posiadająca wejście (niekoniecznie główne), często najbardziej reprezentacyjna (lecz niekoniecznie), niekiedy nosi nazwę fasady. Nazwa ta ma najczęściej zastosowanie do budynków miejskich, budowanych w pierzei, w których pozostałe ściany zewnętrzne stykają się z sąsiadującymi budynkami lub są zasłonięte.
Mianem elewacji określa się też w rysunku architektoniczno-budowlanym przedstawiony w skali widok budynku prostopadły do jednej ze ścian. W projekcie architektonicznym rysunek elewacji określa wielkość i położenie otworów (drzwi, okien itp.) oraz innych detali elewacji, wysokość budynku i jego poziomów, rodzaj zastosowanych materiałów wykończeniowych.